# Orkanger
Orkanger è un centro abitato della Norvegia situata nella municipalità di Orkland nella contea di Trøndelag. È il centro amministrativo del comune e dal 2014 ha lo status di città.
In passato era sede amministrativa del comune di Orkdal che nel 2020, in occasione della riforma amministrativa, è confluito, insieme ai comuni di Agdenes, Meldal e parte di quello di Snillfjord, nel comune di Orkland.

## Geografia
La città è situata nell'estremo meridionale dello Orkdalsfjord, nella parte più a sud del Trondheimsfjord.